# 김지영 (희극인)
김지영(1987년 4월 20일 ~)은 대한민국의 코미디언이자 배우이다.

## 학력
- 대원여자고등학교 (졸업)
- 서울종합예술실용학교